# Гановер (Нью-Гемпшир)
Гановер (англ. Hanover) — місто (англ. town) в США, в окрузі Ґрафтон штату Нью-Гемпшир, розташоване вздовж річки Коннектикут. Населення — 11 870 осіб (2020). У 2007 році CNN та журнал Money вибрали Гановер, як друге найкраще місце для життя в США. Саме тут знаходиться знаменитий Дартмутський коледж. Крім того, Гановер є одним з тих небагатьох міст, через сам центр яких проходить Аппалачська стежка.

### Назва
«Ганновер» (як він іменувався в грамоті) був названий або за місцевим приходом у місті Спраг, або на честь правлячого на той час британського монарха з Ганноверської династії — Георга III.

## Історія
4 липня 1761 губернатор Беннінг Вентворт своєю грамотою започаткував Гановер, і в 1765—1766 роках туди прибули його перші жителі, в основному з Коннектикута. Незважаючи на нерівну поверхню навколишньої землі місто розвинулось в агрокультурне поселення. В 1769 у був заснований Дартмутський коледж в селищі під назвою Плейн (англ. Plain, «Рівнина»), що розкинулося на широкій та рівній ділянці землі в милі від річки Коннектикут і близько 150 футів (45,72 м) над нею.
Південно-західна частина сучасного Гановера була відома як Дрезден, навколо якого в 1780их рр. згуртувалися інші міста, що були засновані вздовж річки Коннектикут. Це об'єднання отримало потім назву Республіка Вермонт. З часом Дрезден став столицею цієї республіки. Проте вже після кількох політичних виступів, міста повернулися в Нью-Гемпшир в результаті наполегливих дій Джорджа Вашингтона. Нагадуванням про ці події служить присутність імені Дрезден у назві Дрезденського шкільного округу, міжштатного округу, який обслуговує Гановер та Норідж (Вермонт). Це перший і один з небагатьох міжштатних шкільних округів в країні.

## Географія
Згідно Бюро перепису населення США, загальна площа міста становить 130 км2, з яких тільки 2,8 км2 припадає на воду. Головна частина Гановера, яка вміщує понад 75 % міського населення, визначена як Гановерська статистично відособлена місцевість і включає в себе території навколо Дартмутського коледжу та перетину Нью-Гемпширських шосе 10, 10A та 120. Загальна площа Гановерської статистично відокремленої місцевості становить 13 км2, з яких тільки 1 км2 припадає на воду.
Гановер знаходиться проруч з містами Лайм, Канаан, Енфілд, Норідж та Лебанон. Близько Гановера знаходяться невеликі сільські поселення Етна та Гановер Сентер.
Найвищим місцем у межах Гановера є північний пік Лосиної гори (англ. Moose Mountain), що має висоту 705 метрів над рівнем моря. Місто лежить цілком в басейні річки Коннектикут.
Навколо Гановера існує велика кількість стежок і природоохоронних територій, і більшість з цих стежок придатні для лижних гонок та ходьби.

### Клімат
| Клімат : Гановер                   | Клімат : Гановер | Клімат : Гановер | Клімат : Гановер | Клімат : Гановер | Клімат : Гановер | Клімат : Гановер | Клімат : Гановер | Клімат : Гановер | Клімат : Гановер | Клімат : Гановер | Клімат : Гановер | Клімат : Гановер | Клімат : Гановер |
| Показник                           | Січ.             | Лют.             | Бер.             | Квіт.            | Трав.            | Черв.            | Лип.             | Серп.            | Вер.             | Жовт.            | Лист.            | Груд.            | Рік              |
| Абсолютний максимум, °C            | 17,8             | 17,2             | 30,0             | 33,9             | 35,6             | 36,7             | 38,3             | 39,4             | 36,1             | 30,6             | 26,1             | 21,1             | 39,4             |
| Середній максимум, °C              | −1,5             | 1,1              | 6,4              | 13,7             | 21,3             | 25,8             | 28,3             | 27,1             | 21,8             | 14,7             | 7,6              | 0,9              | 14,0             |
| Середній мінімум, °C               | −12,9            | −11,3            | −5,5             | 0,4              | 6,7              | 11,9             | 14,9             | 14,1             | 9,7              | 2,9              | −2               | −9,1             | 1,7              |
| Абсолютний мінімум, °C             | −33,3            | −40              | −30              | −13,9            | −5,6             | −1,1             | 3,9              | 0,6              | −5,6             | −10,6            | −24,4            | −36,7            | −40              |
| Норма опадів, мм                   | 75               | 59               | 73               | 77               | 88               | 85               | 94               | 94               | 90               | 88               | 86               | 74               | 983              |
| Днів з опадами                     | 11,0             | 8,7              | 10,5             | 11,7             | 12,7             | 12,6             | 12,2             | 11,9             | 12,1             | 11,6             | 11,9             | 11,4             | 138,3            |
| Днів зі снігом                     | 8,7              | 6,0              | 3,8              | 1,2              | 0                | 0                | 0                | 0                | 0                | 0                | 2,8              | 7,3              | 29,8             |
| ---------------------------------- | ---------------- | ---------------- | ---------------- | ---------------- | ---------------- | ---------------- | ---------------- | ---------------- | ---------------- | ---------------- | ---------------- | ---------------- | ---------------- |
| Джерело: NOAA (normals, 1971−2000) |                  |                  |                  |                  |                  |                  |                  |                  |                  |                  |                  |                  |                  |

## Демографія

### Перепис 2010
Згідно з переписом 2010 року, у місті мешкало 11 260 осіб у 3119 домогосподарствах у складі 1797 родин. Було 3445 помешкань
Расовий склад населення:
| - 81,0 % — білих - 10,8 % — азіатів - 3,4 % — чорних або афроамериканців - 0,8 % — корінних американців |

До двох чи більше рас належало 3,2 %. Частка іспаномовних становила 3,9 % від усіх жителів.
За віковим діапазоном населення розподілялося таким чином: 14,4 % — особи молодші 18 років, 71,9 % — особи у віці 18—64 років, 13,7 % — особи у віці 65 років та старші. Медіана віку мешканця становила 23,0 року. На 100 осіб жіночої статі у місті припадало 96,2 чоловіків; на 100 жінок у віці від 18 років та старших — 94,9 чоловіків також старших 18 років.
Середній дохід на одне домашнє господарство становив 170 850 доларів США (медіана — 118 250), а середній дохід на одну сім'ю — 213 195 доларів (медіана — 157 438). Медіана доходів становила 85 500 доларів для чоловіків та 63 170 доларів для жінок. За межею бідності перебувало 10,4 % осіб, у тому числі 8,3 % дітей у віці до 18 років та 0,0 % осіб у віці 65 років та старших.
Цивільне працевлаштоване населення становило 5170 осіб. Основні галузі зайнятості: освіта, охорона здоров'я та соціальна допомога — 54,8 %, науковці, спеціалісти, менеджери — 9,6 %, мистецтво, розваги та відпочинок — 8,5 %.

### Перепис 2000
За переписом 2000 року місто налічує 10 850 жителів, 2832 дворогосподарства та 1761 сім'ю. Щільність населення в Гановері становить 85,3 чол. на км2. Расовий склад міста такий: 87,98 % білі, 1,74 % афроамериканці, 0,47 % індіанці або ескімоси, 6,76 % азіати, 0,06 % жителі островів Тихого океану, 0,88 % інших рас та 2,09 % від двох і більше рас. 2,54 % складають латиноамериканці всіх рас.
У місті налічується 2832 домогосподарства, з яких 31,1 % мають дітей молодше 18 років, що живуть з ними, 55,7 % є одруженими парами, котрі живуть разом та 37,8 % безсімейні.
Віковий склад жителів Гановера такий: 15,1 % до 18 років, 37,6 % від 18 до 24, 16,6 % від 25 до 44, 17,1 % від 45 до 64 та 13,6 % — 65 і старше. Середній вік становить 23 роки. На кожні 100 жінок припадає 99,1 чоловіків. На кожні 100 жінок віком від 18 і старше припадає 96.5 чоловіків.
Середній дохід для домогосподарства в Гановері 72 470 доларів, а середній дохід сім'ї 99 158 доларів. Середній дохід чоловіків 63 409 доларів проти 35 771 у жінок. Дохід на душу населення становить 30 393 доларів. Близько 0,6 % сімей та 9,1 % всього населення живуть за межею бідності.
У центральному міському поселенні, або Гановерській статистично відокремленої місцевості, згідно переписом 2000 року числяться 8162 людини, 1829 домогосподарств і 967 сімей. Середній дохід для домогосподарства дорівнює тут 62 143 доларів, а середній дохід сім'ї 90 548 доларів. Дохід на душу населення становить 26426 доларів.

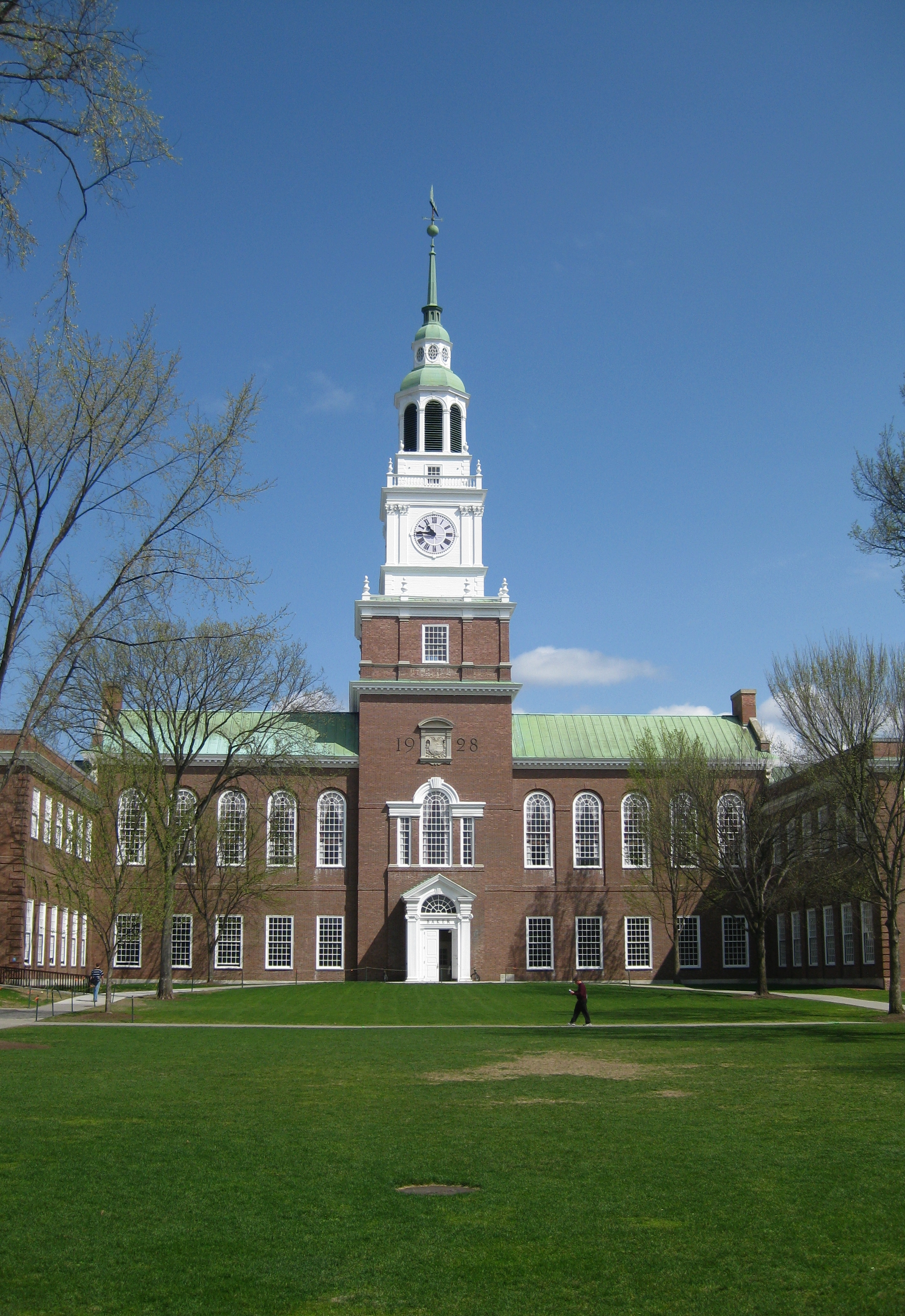

## Освіта
У Гановері є 3 державних школи, 1 приватна школа, 1 коледж і 2 бібліотеки, у тому числі:
- Дартмутський коледж;
- Вища школа Гановера (англ. Hanover High School);
- Середня школа Френсіса Річмонда (англ. Frances C. Richmond Middle School);
- Початкова школа Берниса А. Рея (англ. Bernice A. Ray Elementary School).

## Міста-побратими
- Жуаньї, Франция (1993)
- Ніхонмацу, Японія (1998)